# Margie Impert
Margie Impert est une actrice américaine, née le 4 juin 1948 à Horseheads (État de New York).

## Filmographie
- 1969 : Haine et Passion (The Guiding Light) (série télévisée) : Maggie Wexler
- 1970 : C'est déjà demain (Search for Tomorrow) (série télévisée) : Maggie
- 1971 : Another World (série télévisée) : Rachel Davis Matthews Clark Frame Cory Cory Cory Hutchins #2
- 1975 : The Bionic Woman (TV) : 2nd Nurse
- 1976 : Spencer's Pilots (série télévisée) : Linda Dann
- 1979 : Crisis in Mid-Air (en) (TV) : Maggie Johnson
- 1979 : A Christmas for Boomer (TV)
- 1981 : Maggie (série télévisée) : Chris
- 1981 : Hurlements (The Howling) : Donna
- 1983 : La Nuit des juges (The Star Chamber) : Louise Pacinni
- 1984 : A Doctor's Story (TV) : Magda
- 1984 : Santa Barbara (feuilleton TV) : News Reporter